# Paral·lel 32° nord
El paral·lel 32° nord és una línia de latitud que es troba a 32 graus nord de la línia equatorial terrestre. Travessa Àfrica, Àsia, l'Oceà Pacífic, l'Amèrica del Nord i l'oceà Atlàntic.

Als Estats Units el paral·lel defineix part de la frontera entre Nou Mèxic i Texas.

Als Estats Units d'Amèrica, el paral·lel defineix una part de la frontera entre Nou Mèxic i Texas. Del 27 d'agost de 1992 al 4 de setembre de 1996, el paral·lel definia la zona d'exclusió aèria de l'Iraq. Després fou traslladada al paral·lel 33° nord.

## Geografia
En el sistema geodèsic WGS84, al nivell de 32° de latitud nord, un grau de longitud equival a 94,493 km; la longitud total del paral·lel és de 34.018 km, que és aproximadament 84,9% de la de l'equador, del que es troba a 3.542 km i a 6.460 km del pol Nord
Com tots els altres paral·lels a part de l'equador, el paral·lel 32° nord no és un cercle màxim i no és la distància més curta entre dos punts, fins i tot si es troben a la mateixa latitud. Per exemple, seguint el paral·lel, la distància recorreguda entre dos punts de longitud oposada és 17.009 km; després d'un cercle màxim (que passa pel Pol Nord), només és 12.920 km.

## Durada del dia
En aquesta latitud, el sol és visible durant 14 hores i 15 minuts a l'estiu, i 10 hores i 3 minuts en solstici d'hivern.

## Arreu del món
Començant al meridià de Greenwich i dirigint-se cap a l'est, el paral·lel 32º passa per:
| Coordenades                               | País, territori o mar        | Notes |
| ----------------------------------------- | ---------------------------- | --- |
| 32° 0′ N, 0° 0′ E / 32.000°N,0.000°E      | Algèria                      | |
| 32° 0′ N, 9° 8′ E / 32.000°N,9.133°E      | Tunísia                      | |
| 32° 0′ N, 10° 47′ E / 32.000°N,10.783°E   | Líbia                        | |
| 32° 0′ N, 15° 21′ E / 32.000°N,15.350°E   | Mar Mediterrània             | Golf de Sidra |
| 32° 0′ N, 19° 58′ E / 32.000°N,19.967°E   | Líbia                        | |
| 32° 0′ N, 24° 49′ E / 32.000°N,24.817°E   | Mar Mediterrània             | |
| 32° 0′ N, 34° 44′ E / 32.000°N,34.733°E   | Israel                       | |
| 32° 0′ N, 35° 0′ E / 32.000°N,35.000°E    | Cisjordània                  | Controlat per Israel i Palestina |
| 32° 0′ N, 35° 32′ E / 32.000°N,35.533°E   | Jordània                     | Passa just al nord d'Amman |
| 32° 0′ N, 39° 0′ E / 32.000°N,39.000°E    | Aràbia Saudita               | |
| 32° 0′ N, 40° 6′ E / 32.000°N,40.100°E    | Iraq                         | |
| 32° 0′ N, 47° 42′ E / 32.000°N,47.700°E   | Iran                         | |
| 32° 0′ N, 60° 50′ E / 32.000°N,60.833°E   | Afganistan                   | |
| 32° 0′ N, 69° 18′ E / 32.000°N,69.300°E   | Pakistan                     | Àrees Tribals Administrades Federalment (Pakistan) Balutxistan Oriental - per uns 16 km Àrees Tribals Administrades Federalment Khyber Pakhtunkhwa Punjab                                       |
| 32° 0′ N, 74° 50′ E / 32.000°N,74.833°E   | Índia                        | Punjab Himachal Pradesh |
| 32° 0′ N, 78° 40′ E / 32.000°N,78.667°E   | Aksai Chin                   | Disputed between Índia and República Popular de la Xina |
| 32° 0′ N, 78° 44′ E / 32.000°N,78.733°E   | República Popular de la Xina | Tibet Qinghai Tibet (per uns 12 km) Qinghai (per uns 6 km) Tibet (per uns 4 km) Qinghai (per uns 4 km) Tibet Sichuan Chongqing Shaanxi Hubei Henan Anhui Jiangsu — passa just al sud de Nanjing |
| 32° 0′ N, 121° 45′ E / 32.000°N,121.750°E | Mar de la Xina Oriental      | |
| 32° 0′ N, 130° 11′ E / 32.000°N,130.183°E | Japó                         | Illa de Kyūshū: — Prefectura de Kagoshima — Prefectura de Miyazaki |
| 32° 0′ N, 131° 30′ E / 32.000°N,131.500°E | Oceà Pacífic                 | |
| 32° 0′ N, 116° 51′ O / 32.000°N,116.850°O | Mèxic                        | Baixa Califòrnia Sonora |
| 32° 0′ N, 113° 12′ O / 32.000°N,113.200°O | Estats Units                 | Arizona Nou Mèxic Frontera New Mèxic / Texas Texas — passa a través de les ciutats de Midland i Hillsboro Louisiana Mississipi Alabama Geòrgia — passa a través de la ciutat de Savannah        |
| 32° 0′ N, 80° 50′ O / 32.000°N,80.833°O   | Oceà Atlàntic                | passa just al sud de Bermudes · passa just al sud de les illes Desertes, Madeira, Portugal |
| 32° 0′ N, 9° 22′ O / 32.000°N,9.367°O     | Marroc                       | |
| 32° 0′ N, 2° 56′ O / 32.000°N,2.933°O     | Algèria                      | |